# الفتاوى المهدية في الوقائع المصرية
الفتاوى المهدية في الوقائع المصرية على مذهب الإمام أبي حنيفة[ ؟ ] هو كتاب في الفقه الحنفي من تأليف شيخ الإسلام ومفتي الديار المصرية الإمام محمد المهدي العباسي الحنفي (ت. 1315 هـ) تناول فيه القضايا التي عرضت له أيام توليه وظيفة مفتي الديار المصرية، فقيد ما كان يرد له من القضايا على مذهب الإمام أبي حنيفة، وعرض المسائل عرضاً وافياً.

## وصلات خارجية
- صفحة الكتاب على موقع دار الإفتاء المصرية